# Ópusztaszer
Ópusztaszer é um município da Hungria, situado no condado de Csongrád-Csanád. Tem 59,5 km² de área e sua população em 2019 foi estimada em 2.178 habitantes.